# Podporucznik marynarki
Podporucznik marynarki (ppor. mar.) – wojskowy stopień oficerski w polskiej Marynarce Wojennej, odpowiadający podporucznikowi w Wojskach Lądowych i Siłach Powietrznych. Jego odpowiedniki znajdują się także w marynarkach wojennych innych państw.

## Geneza
Porucznik pojawił się w marynarkach wojennych krótko po wprowadzeniu tytułu kapitana.  Termin "porucznik" został zapożyczony przez floty z wojsk lądowych, gdzie  lieutnant (fr.) oznaczał zastępującego dowódcę. Analogiczną funkcję pełnił na okrętach. W czasie, gdy kapitanowie dowodzili okrętami, porucznicy byli ich zastępcami. Czasem także dowodzili jednostkami pomocniczymi.
W Polsce tytuł porucznika miał inne znaczenie. Dotyczył dowódcy piechoty morskiej lub grupy abordażowej zaokrętowanej na okrętach. Przekształcony w stopień wojskowy ok. XII wieku, znalazł się w hierarchii pod kapitanem. W XIX wieku wprowadzono w Wielkiej Brytanii jeszcze jeden, niższy stopień – podporucznika, który w krótkim czasie znalazł zastosowanie w innych marynarkach wojennych.

## Użycie
W Polsce właściwy stopień podporucznika marynarki powstał w 1921, wraz z pozostałymi pierwszymi stopniami w Marynarce Wojennej, jako najniższy stopień oficerski. Wcześniej, od 1918 używano już stopnia podporucznika marynarki, ale był to zapożyczony z Wojsk Lądowych stopień podporucznika, z dodanym przymiotnikiem "marynarki". W momencie utworzenia podporucznik marynarki znajdował się w hierarchii pomiędzy bosmanem floty, a kapitanem marynarki. W 1934 stopień bosmana floty zmieniono na chorążego marynarki, a od 1952 był on najniższym stopniem oficerskim. Od likwidacji stopnia oficerskiego chorążego marynarki w 1956 podporucznik marynarki jest ponownie najniższym stopniem oficerskim. W latach 1956–1963 niższym od niego był starszy bosman. Od 1963 pod podporucznikiem marynarki znajdują się stopnie chorążych: starszego chorążego marynarki (1963–1970); następnie starszego chorążego sztabowego marynarki (od 1970). Przez cały czas istnienia podporucznik marynarki był odpowiednikiem podporucznika.
Stopień wojskowy podporucznika marynarki jest zaszeregowany dla grupy uposażenia nr 11. W kodzie NATO określony jest (wraz z porucznikiem marynarki) jako OF-01.
Jego odpowiednikami w marynarkach wojennych innych państw są m.in.:
- Acting Sub-Lieutenant – Wielka Brytania;
- Ensign – Stany Zjednoczone;
- Lejtnant – Rosja;
- Leutnant zur See – Niemcy;
- Alférez de fragata – Hiszpania;
- Guarda-marinha ou Subtenente – Portugalia;
- Enseigne de Vaisseau de 2ème Classe – Francja;
- Fänrik – Szwecja;
- Sottotenente di Vascello – Włochy;
- Luitenant ter zee der 3e klasse – Holandia.